# 14799 Mitchschulte
14799 Mitchschulte este o planetă minoră (asteroid), cu un diametru de 4,26 km, din centura de asteroizi. A fost descoperită pe 25 iunie 1979 la Observatorul Siding Spring de Eleanor F. Helin. 
Obiectul prezintă o orbită caracterizată de o semiaxă mare de 2,3390097 UAi, o excentricitate de 0,14, o înclinație de 2,33012 ° în raport cu ecliptica.